# ServiceNow
ServiceNowは、企業向けエンタープライズクラウドのPlatform as a Service (PaaS) 及びSoftware as a Service (SaaS) のプロバイダである。

## 企業概要
サービスナウ（英: ServiceNow, Inc）は、2004年に、Peregrine SystemsとRemedy CorporationのCTO (最高技術責任者) であった Fred Luddy によって創立された企業向けクラウドサービスを提供する企業である。2013年に日本法人を設立し、日本でも事業活動を行っている。1000人規模が参加する年次カンファレンス「Now at Work」を開催している。
2018年には、米ビジネス誌『Forbes』が毎年発表している「世界で最も革新的な企業ランキング」で1位となった。
2019年、独SAPの最高経営責任者からの退任が発表されていたBill McDermottが、ServiceNowのCEOに就任した。
2020年には、ガートナー社のマジック・クアドラントで、CRMカスタマー・エンゲージメント・センター部門において、ServiceNowのCSM(カスタマーサービスマネジメント)がリーダーの評価を獲得したことを発表した。

### 製品
「We make the world of work, work better for people」人にしかできない付加価値の高い仕事を創造することを目的とし、企業の生産性を高める業務プラットフォームを提供する。
クラウドベースの業務プラットフォームは、IT、カスタマー、エンプロイーなどの視点から、企業内のあらゆる定型業務プロセスを簡素化・自動化することで、顧客体験や従業員体験の向上を実現させる。

### コンセプト
ServiceNow は、提供されるアプリケーション、データ、ビジネスロジック、セキュリティーモデルなどが単一のクラウドプラットフォーム上で稼働するように実装されており、計画から運用、サービス管理など、さまざまな業務がエンドツーエンドで完結する業務プロセスの実現をコンセプトとしている。各機能は、Information Technology Infrastructure Library (ITIL) をベースに設計されている。
最近では、ESM(エンタープライズ サービス マネジメント)のコンセプトで、企業を業務サービスの集合体とみなし、ITILのベストプラクティスを IT 部門以外の業務に展開することを推進している。例えば、カスタマーサービス (顧客からの問い合わせ管理、フィールドサービス対応の最適化など)、人事サービス(入退社手続きの自動化、従業員からの問い合わせ管理など)、セキュリティオペレーション(セキュリティーインシデント管理、脅威情報の共有、インフラ機器の変更による影響範囲の遮断など)などに対応したソリューションをリリースしている。
CEOを務めるBill McDermottが、2020年における同社の優先事項を次のように述べている。
- 企業幹部にイノベーションを提供する企業となり、それに応じたマーケティングを行う。
- 「世界クラスのGo-To-Marketの仕組み」で顧客と関わっていく。
- ServiceNowとパートナーの相乗効果を生み出す。
- 現場で働く人々に支持される製品体験を提供する。
- ServiceNowが抱える従業員1万2500人のコラボレーションを強化する[5]。

### ソリューション
ServiceNowは、ITから人事、カスタマーサービスまで企業全体に関わるデジタルワークフローを構築する。人々により良い働き方の実現を支援するために、以下のソリューションを提供している。

#### Technology Workflow
- IT Service Management
- IT Operations Management
- Strategic Portfolio Management
- IT Asset Management
- Security Operations
- Governance Risk, and Compliance
- Telecommunications Network Performance Management

#### Employee Workflows
- HR Service Delivery
- Safe Workplace Suite
- Legal Service Delivery
- Workplace Service Delivery

#### Customer Workflows
- Customer Service Management
- Field Service Management
- Connected Operations
- Financial Service Operations
- Telecommunications Network Performance Management

#### Creator Workflows
- Now Platform App Engine
- IntegrationHub
- App Store

### リリース名
リリース名の頭文字がアルファベット順に遷移している。名称には都市名が使用されている。(リリースされた年月日)
- Aspen(2011年12月1日)
- Berlin(2012年9月20日)
- Calgary(2013年6月25日)
- Dublin(2013年10月22日)
- Eureka(2014年5月15日)
- Fuji(2015年3月1日)
- Geneva(2015年12月1日)
- Helsinki(2016年5月12日)
- Istanbul(2017年1月12日)
- Jakarta(2017年6月)
- Kingston(2017年11月16日)
- London(2018年7月26日)
- Madrid(2019年1月24日)
- New York(2019年5月)
- Orlando(2020年3月11日)
- Paris(2020年9月16日)
- Quebec(2021年3月11日)
- Rome(2021年9月16日)
- San Diego (2022年3月23日)
- Tokyo(2022年下半期予定)
- Utah(2023年上半期予定)
- Vancover(2023年下半期予定)
- Washington DC(2024年上半期予定)

### アーキテクチャー
AHA (Advanced High Availability) Architectureと呼ばれるシステム構成で、企業利用に耐えうるクラウドサービスを実現している。
- マルチインスタンス - 各顧客に対して専用のアプリケーションロジックとデータベースの環境が割り当てられる。
- セキュリティー、コンプライアンス - 多数の第三者機関認定を取得している (ISO27001, SSAE 16 SOC1 Type 2, SSAE 16 SOC2 Type 2, FedRAMP など)。
- グローバルインフラストラクチャー - 8つの地域に16のデータセンターを展開し、地域性と冗長性を確保している。
- 可用性 - 四半期で6時間以内の計画メンテナンス時間 (必要時のみ発生)、RTO (復旧目標時間) 2時間を確保している。
- スケーラビリティー - 単一のインスタンスで数百万レコードを持つ CMDB に対する大量のトランザクション処理に対応できる。
- 自動化 - 顧客が利用する ServiceNow を ServiceNow で管理し、メンテナンスや顧客のリクエストに伴う構成変更の自動化を実現している。

### プラットフォーム
プラットフォームはNow Platform®と呼ばれ、サービスマネジメントで必要とされる一連の機能 (ポータル、カタログ、通知、ワークフローなど) が装備されている。単一のデータモデルを採用し、データの分断やインテグレーションに起因する不正具などの問題が発生しないように設計されている。

### 機械学習エンジン
プラットフォームには、Intelligent Automation Engineと呼ばれる機械学習エンジンが内蔵されており、以下の機能を提供している。

#### Anomaly Detection
インフラから上げられてくる数千にもおよぶイベントを相関させて、将来の機能停止や問題を引き起こす可能性の高いパターンを特定する機能。受信イベントをパターンと照合させ、一致すると、問題を未然に防止するためにワークフローとアラートが自動的に開始される。重要性の低いアラートの割合を削減させることにより、担当者がアラートの洪水を調査する時間を削減し、本当に重要な問題の予防と解決に要する時間を短縮する。

#### Predictive Modeling
運用データに機械学習アルゴリズムを適用し、予測インテリジェンス機能を使用することで、数千もの問い合わせやアラートを自動的に分類したり、適切なチームに割り当てたりすることを実現する、精密にチューニングされたモデルを作成する機能。これにより、正確、高速、効率的になリクエスト対応を実現する。

#### Peer Benchmarking
業界最大でかつ偏りのない、最新のベンチマークとの比較により、サービスのパフォーマンスを分析し最適化を支援する機能。ServiceNow のクラウド上に構築された業界別の平均と傾向は、1,200 万人を超えるユーザーと 月間 84 億トランザクションの匿名化されたデータから生成されている。これらのベンチマークを使用して、サービス提供の目標に対する進捗状況を追跡するだけでなく、自社のパフォーマンスが他の企業と比較してどれくらい乖離しているかを把握することができる。

#### Performance Forecasting
Performance Analytics を使用して、サービスのしきい値またはKPIを遵守できるかどうかを評価する機能。パフォーマンス予測において推測の要素を除外することで、不正確な予測を避けることができる。この機能はデータプロファイルを自動的に分析し、最も正確な結果を得るための最適なアルゴリズムを適用する。例えば、顧客サービス部門は、現在の問題解決率に基づいて、問い合わせ数の削減目標達成にかかる時間を予測することができる。

### 開発者向け環境
2015年よりServiceNow Developer Programと呼ばれる開発者向けプログラム提供を開始した。このプログラムでは、学習目的で利用できる無償インスタンス、オンライントレーニングコース、開発者コミュニティーなどを提供している。ただし、Developer Programが提供するインスタンスではサポートや本番利用で必要となるいくつかの機能に利用制限がある。
2019年9月より、ユーザー企業、パートナー企業問わずServiceNowについて学びたい全ての人を対象に、学習ポータルサイト「Now Learning」をオープンした。無償のトレーニングも用意されている。

### モバイルアプリ
iPhone/iPad版および、Android版のネイティブモバイルアプリケーションがリリースされている。

### 買収企業
2013年
- ビジネスインテリジェンスソリューションベンダーMirror 42を買収[16]。

2016年
- クラウド管理製品ベンダーITappを買収[17]。

- サイバーセキュリティーのスタートアップ企業BrightPoint Securityを買収[18]。

2017年
- 機械学習ソリューションベンダーDxContinuumの買収[19]。

- 人工知能によるバーチャルエージェント技術を有するQlue Incを買収[20]。

- Native Mobile技術を有するSkyGiraffeを買収[21]。

- デザインスタジオTelepathyを買収[22]。

2018年
- 自然言語検索のFriendlyDataを買収[23]。

- AI・NLU(自然言語認識)技術を有するParloを買収[24]。

2019年
- リスク管理技術、IRM技術を有するFairchild　RSを買収[25]。

2020年
- 会話型AIプラットフォーム企業であるPassage AIを買収[26]。

- 構成データ管理のパイオニアであるSweagleを買収[27]。

- カナダのAIパイオニア企業Element AIを買収[28]。

- イスラエルに拠点を置くAIOps(IT運用向け人工知能)企業であるLoom Systemsを買収[29]。

## 日本での活動

### 日本法人
ServiceNow Japan合同会社が日本法人としての事業を展開している。日本本社の所在地は、東京都港区赤坂アーク森ビル。日本法人社長は、鈴木正敏。

### 国内データーセンターからのサービス提供
NTT コミュニケーションズ株式会社が、自社のデータセンター「Nexcenter」に ServiceNow の基盤を構築し、ソリューションとして提供すると発表している。

### 顧客事例
以下は、ServiceNow 社 Web サイトの顧客事例、プレスリリースおよびセミナーイベントにて、ServiceNow の顧客であることが公開されている日本企業である。
- SOMPOホールディングス株式会社[31]
- SOMPOシステムズ株式会社[32]
- NTTコミュニケーションズ株式会社[33]
- ウィングアーク1st株式会社[34]
- ヤンマー情報システムサービス株式会社[35]
- 日本ビジネスシステムズ株式会社[36]
- 株式会社エヌ・ティ・ティ・データ[37]
- 株式会社ベネッセインフォシェル[38]
- DXCテクノロジー・ジャパン[39]
- グリー株式会社[40]
- NetApp[41]
- Sansan株式会社[42]
- アクセンチュア株式会社[43]
- アフラック生命保険株式会社[44]
- カルビー株式会社[45]
- クックパッド株式会社[46]
- パナソニック インフォメーションシステムズ[47]
- ユニアデックス株式会社[48]
- 三井情報株式会社[49]
- 参天製薬株式会社[50]
- 株式会社みずほ銀行[51]
- 株式会社オプテージ[52]
- 株式会社テプコシステムズ[53]
- 株式会社パソナグループ[54]
- 沖縄科学技大学院大学[55]
- 野村證券株式会社[56]
- 住友化学システムサービス株式会社[57]
- 株式会社 JALインフォテック[58]
- American Express Global Business Travel(AMEX GBT)[59]
- AstraZeneca[60]
- Asurion[61]
- C.H. Robinson[62]
- CERN[63]
- Desjardins[64]
- Equinix[65]
- General Mills[66]
- Hitachi Vantara(日立ヴァンタラ)[67]
- Kimberly-Clark Corporation[68]
- MetroPCS[69]
- Red Hat[70]
- Swiss Re[71]
- Virgin Trains[72]
- Vitamix[73]
- NEC[74]

### 講演活動
アプリケーションポートフォリオの広さから、IT 戦略からインフラ管理に至る様々な内容で講演を行っている。
| タイトル                                                                                    | 実施日              | イベント                                        |
| ------------------------------------------------------------------------------------------- | ------------------- | ----------------------------------------------- |
| ServiceNow - ITサービスを企業内のあらゆるサービスへ拡張する唯一のソリューション             | 2013 年 11 月 27 日 | 第 10 回 itSMF Japan コンファレンス/EXPO        |
| ServiceNow - ITサービスを企業内のあらゆるサービスへ拡張する唯一のソリューション             | 2013 年 11 月 28 日 | 第 10 回 itSMF Japan コンファレンス/EXPO        |
| ERP for IT:戦略的なベンダー評価を実現する現実解                                             | 2014 年 6 月 11 日  | Gartner Outsourcing & IT Management Summit 2014 |
| 事例で探る〜多様化されたクラウド環境におけるマネジメントの統合化                            | 2014 年 11 月 14 日 | 第 11 回 itSMF Japan コンファレンス/EXPO        |
| 統合プラットフォームが実現する ITオペレーションマネジメントの変革                           | 2015 年 7 月 28 日  | IT インフラ Summit 2015 夏                      |
| 統合プラットフォームが実現する ITオペレーションマネジメントの変革                           | 2015 年 10 月 26 日 | IT インフラ Summit 大阪                         |
| 次世代サービスマネジメント・ESMで社内サービスを革新                                         | 2015 年 10 月 28 日 | Gartner Symposium/ITxpo 2015                    |
| 情報システム部門だからこそ提供できる価値 ESMで社内サービスを革新                            | 2015 年 11 月 30 日 | 第 12 回 itSMF Japan コンファレンス/EXPO        |
| クラウドサービスで実現できるITオペレーションマネジメント                                    | 2015 年 12 月 1 日  | 第 12 回 itSMF Japan コンファレンス/EXPO        |
| クラウドベースのITオペレーションマネジメントの実現                                          | 2016 年 2 月 23 日  | EnterpriseZine Day                              |
| クラウドベースのITオペレーションマネジメントの実現 〜運用管理もSaaSで行う時代がやってきた〜 | 2016 年 3 月 18 日  | Cloud Days 大阪 2016                            |
| 今後のビジネス革新を支える ITマネジメント                                                   | 2016 年 5 月 26 日  | 第 4 回 日経コンピュータ・サミット              |
| ServiceNowによる次世代のハイブリッドクラウド管理の実現                                      | 2016 年 11 月 18 日 | IT モダナイゼーションSummit in 大阪             |
| デジタルビジネスを加速する、サービス指向の業務改革                                          | 2016 年 11 月 29 日 | 第 13 回 itSMF Japan コンファレンス/EXPO        |
| ServiceNowによる次世代のハイブリッドクラウド管理の実現                                      | 2017 年 2 月 15 日  | NetApp Innovation 2017                          |
| インフラ統合の次は運用基盤統合による戦略的効率化                                            | 2017 年 2 月 21 日  | Enterprise Zine Day 2017                        |
| ServiceNowで実現!サービス管理プラットフォームで実現する働き方改革〜IT資産管理(PCLCM)編      | 2017 年 3 月 2 日   | Cloud Days 関西 2017                            |
| サービス管理プラットフォームで実現する働き方改革〜リスク・ガバナンス編                      | 2017 年 3 月 9 日   | Cloud Days 東京 2017                            |
| 手運用からの脱却!セキュリティ対応の自動化とは?                                              | 2017 年 9 月 12 日  | PALO ALTO NETWORK DAYS 2017                     |
| Machine Learningが変えるサービスマネジメントの世界                                          | 2017 年 9 月 27 日  | 第 6 回ビッグデータシンポジウム                 |

### Web メディア記事
インタビュー、プレス発表を中心に、いくつかの Web メディアにて記事の執筆や情報提供を行っている。

### パートナー企業によるメディア記事
パートナー企業による、ServiceNow に関する事業戦略、コンサルティングサービス、技術的なインテグレーションに関する Web メディア記事がある。
| タイトル | 企業名                   | 掲載日             | メディア                   |
| --- | ------------------------ | ------------------ | -------------------------- |
| AWS Config Update – 新リージョン対応, CloudTrailサポート, ServiceNowが対応                                                       | Amazon Web Services      | 2015 年 2 月 11 日 | Amazon Web Services ブログ |
| 日立製作所 デジタルビジネスを支える「JP1 V11.1」安定運用と最適化を実現する運用管理                                               | 日立製作所               | 2017 年 3 月 20 日 | 週刊BCN+                   |
| ITインフラが自動化されても、社内の承認プロセスが遅くては意味がない。社内プロセスを早く回す、情報部門のためのクラウドサービスとは | シスコシステムズ         | 2017 年 4 月 7 日  | Publickey                  |
| 日立、企業のITサービス運用の継続的改善を支援する「IT運用最適化サービス」を提供                                                   | 日立製作所               | 2017 年 6 月 29 日 | クラウド Watch             |
| ServiceNowとNTT Comが提携、国内データセンターからサービス提供へ                                                                  | NTT コミュニケーションズ | 2017 年 10 月 5 日 | クラウド Watch             |

### パートナー企業との共催セミナー
パートナー企業との共催セミナーにでは、パートナーが提供するサービスとの組み合わせたよる付加価値の高いソリューションを紹介している。
| イベント名                                                                    | パートナー企業名             | 実施日             |
| ----------------------------------------------------------------------------- | ---------------------------- | ------------------ |
| ITサービス管理の一元化を目指して 〜アプリケーションモニタリング情報との連携〜 | 株式会社日立ソリューションズ | 2017 年 6 月 29 日 |

### 新型コロナウイルス感染症(COVID-19)対策
2020年4月16日より、新型コロナウイルス感染症拡大に伴う日本での緊急事態宣言の発令を受け、「危機管理支援アプリ日本語版」の提供を開始した。新規、既存顧客問わず、4月16日から9月30日までの期間は無償での利用を可能とした。
また、2021年1月27日には、新型コロナワクチン接種までのプロセスにおける課題を解決するための新たなソリューションの提供を国内で開始すると発表した。

## 歴史

### 2004年
- Peregrine SystemsとRemedy Corporationの CTO (最高技術責任者) であった Fred Luddy によって創立された。Luddyは、「Glide」 プラットフォームとして知られる、一般的なワークフローフレームワークを開発後、ITIL を基盤とした ITSM アプリケーションに特化させることを決意した。当初は開発者である David Loo、 Don Goodliffe、そして Bow Ruggeri の 3 人が Luddyを支援して ServiceNow 社を設立した。ServiceNow 本社をサンタクララ (カリフォルニア州)に構え、拠点をロンドン、ニューヨーク、サンディエゴ、 カークランド (ワシントン州)、アムステルダム 、そしてパリに展開。

### 2007年
- 収益を黒字化し、TIAA-CREF、インテルやステイプルズを含む企業を顧客とした。

### 2008年
- サンフランシスコ大学が BMC Remedy から ServiceNow へのリプレースを決意した。[103]

### 2010年
- 3月、Triad Technology Partners と ServiceNow がパートナーとなり、「米連邦政府一般調達局 (GSA)」の「IT スケジュール 70 契約」を通じて官業にサービスを提供することとなる。

### 2011年
- 5月、LuddyはCEOを退任する。後任には経験豊富なFrank Slootmanを任命し、自らは CPO (最高製品責任者) となった。Frank Slootmanは、EMCコーポレーションによって買収される前のData Domain (corporation)のCEOであった。[104][105]
- 5月、ServiceNowユーザカンファレンス「Knowledge 11」のキーノートスピーチにおいて、Slootmanは、アプリケーション開発向けのプラットフォーム提供を同社の主要戦略として宣言した。ServiceNowは、ITSMアプリケーションの提供を専門とすることから、競合はBMCソフトウェア、CAテクノロジーズ、IBM、そしてヒューレット・パッカードである。ServiceNow は、アプリケーション開発向けの汎用的なプラットフォームを提供していることから、セールスフォースのForce.comといった、SaaS/PaaSプロバイダとも競合している。
- 3月、2 年連続で「ウォールストリート・ジャーナル」の" Next Big Thing(次なる目玉)"リストに選出。[106]

### 2012年
- 6月29日、ニューヨーク証券取引所に上場。18 ドルであった初期株価は 24 ドルまで急上昇した。[107]

### 2013年
- 1月25日、日立ソリューションズが ServiceNow とパートナー契約を締結し、日本国内での販売を開始した。[108]
- 1月9日、Inc. Magazine 誌において、ソフトウエア業界において最も雇用を創出した企業に選定された。[109]
- 7月9日、ビジネスインテリジェンスソリューションベンダー Mirror 42 の買収を発表した。[110]
- 9月9日、日本法人となる ServiceNow Japan 株式会社を設立し、日本展開を本格的に開始した。社長は、藤本寛。[111]
- 12月5日、Techworld Award for Best SaaS Product of 2013 を受賞。[112]本賞は、Techworld が毎年主催しているアワードプログラムで、世界的に認知された、最高レベルのイノベーション、機能、ユーザビリティを達成した IT プロダクトに贈られている。

### 2014年
- 3月、創業者の Fred Luddyが、"Innovation Factory, Top tech innovators that are changing the we live and work" というタイトルと共に、Forbes 誌 April 14th edition の表紙に掲載される。他にも、Jerry Yang (Yahoo), John Chambers (Cisco), Chad Hurley (YouTube), Elon Musk (PayPal/Tesla/SpaceX), Reid Hoffman (LinkedIn) などが選ばれている。[113][信頼性要検証]

### 2016年
- 4月5日、クラウド管理製品ベンダー ITapp の買収を発表した。[114]
- 6月1日、サイバーセキュリティーのスタートアップ企業 BrightPoint Security の買収を発表した。[115]
- 7月19日、ITサービスマネジメント分野における日立製作所との協業合意を発表した。[116]
- 8月1日、富士通が Symfoni グループの子会社 4 社を買収し、欧州最大級の ServiceNow 提供能力を獲得したことを発表した。[117]
- 9月19日、シンガポールにおける最高レベルのクラウドセキュリティー認定「Multi‑Tier Cloud Security Standard (MTCS SS 584) Level‑3」を取得したと発表した。[118][信頼性要検証]
- 12月1日、日本法人のオフィスを六本木アークヒルズに移転した。[119]

### 2017年
- 1月18日、機械学習ソリューションベンダー DxContinuum の買収を発表した。[120]
- 2月16日、IBM とのグローバルな戦略的パートナーシップを発表した。[121]
- 5月17日、人工知能によるバーチャルエージェント技術を有する Qlue Inc の買収を発表した。同時に、人工知能技術のスタートアップ企業である BuildOnMe に投資することも発表した。[122]
- 6月17日、ServiceNow が Forbes Global 2000 [123]にランクインしたことを発表した。[124]
- 9月22日、Cloud Technology Forum が主催する The 2017 Cloud Excellence Awards in Hong Kong にて Best Platform-as-a-Service (PaaS) を受賞した。[125][信頼性要検証]

### 2018年
- 9月14日、「Now Platform」を使った新しいソリューションのアイデアを競うハッカソンを日本で初開催した。[126]
- 9月26日、米Tenable社が脆弱性管理プラットフォーム「Tenable.io」とServiceNowの連携において機能強化を図ると発表。[127]

### 2019年
- 7月16日、米マイクロソフトと戦略的パートナーシップを結ぶ。[128]
- 7月25日、国内初となるデータセンターを東京と大阪に開設。[129]
- 10月22日、Bill McDermottが2019年末にServiceNowのCEOに就任することを発表。[130]
- 11月19日、日本法人の新本社をアーク森ビルに開設。[131]

### 2020年
- 2月3日、各業界固有のデジタルトランスフォーメーションの課題に対応した業界向け新ソリューション戦略を発表。デロイトおよびアクセンチュアとのパートナーシップを拡大。[132]
- 5月28日、広島県は新型コロナウイルス(COVID-19)感染症対策の一環として、職員の健康観察状況を記録管理するアプリをServicNowのクラウドプラットフォーム「Now Platform®」をベースに構築。[133]
- 6月22日、ガートナーの2020年マジック・クアドラントのCRMカスタマー・エンゲージメント・センター部門でリーダー評価を獲得。[134]
- 7月13日、より優れたリモートワーク体験の実現に向けてZoomとのパートナーシップを発表。[135]
- 9月23日、クラウドプラットフォーム「Now Platform®」の最新版となる「Paris」の提供を開始。[136]
- 10月22日、IBMとの戦略的パートナーシップを拡大すると発表。2020年後半にはIT運用を自動化する初の共同ソリューションの提供を予定。[137]
- 12月15日、みずほ銀行が海外IT投資管理業務の効率化・可視化を実現する情報基盤として、ServiceNowの「IT Business Management」を導入。[138]